# John Hawks (Paläoanthropologe)
John David Hawks (* in Norton, Kansas) ist ein US-amerikanischer Paläoanthropologe und seit 2002 Hochschullehrer am Institut für Anthropologie der University of Wisconsin–Madison. Hawks ist Co-Autor der Erstbeschreibung von Homo naledi.

## Ausbildung
John Hawks erwarb 1994 den Bachelor-Grad im Fach Anthropologie an der Kansas State University und 1996 den Magister-Grad im gleichen Fachgebiet an der University of Michigan, Ann Arbor. 1999 wurde er an der University of Michigan im Fach Anthropologie promoviert, mit einer Studie über The evolution of human population size: A synthesis of genetic and paleoanthropological data, die er unter Anleitung von Milford H. Wolpoff erarbeitet hatte.
1998/99 war Hawks als Lecturer für Anthropologie an der University of Michigan, danach bis 2002 als Postdoc in der Human Molecular Evolution and Demography Group der University of Utah tätig. Es folgte von 2002 bis 2008 eine Beschäftigung als Assistant Professor und von 2008 bis 2013 als Associate Professor in Madison. 2014 wurde er in Madison als Professor für Anthropologie auf die Vilas-Borghesi Professur für ausgezeichnete Leistungen berufen, war zeitweise stellvertretender Leiter des Instituts für Anthropologie und ist zudem seit 2018 Gastwissenschaftler an der University of the Witwatersrand in Südafrika. 

## Forschung
John Hawks erforscht sowohl fossile als auch genetische Belege für die Herkunft und die Evolution des anatomisch modernen Menschen (Homo sapiens) und dessen Verwandtschaft mit dem Neandertaler. Ein seit 2015 andauerndes Forschungsprojekt ist die Bearbeitung der Funde von Homo naledi aus der Rising-Star-Höhle in Südafrika. Gemeinsam mit zahlreichen Kollegen arbeitet er daran, die Besonderheiten dieser Art – ihre Gestalt, ihr Verhalten und ihre Verwandtschaft mit anderen homininen Arten – zu rekonstruieren.
In seinem Weblog kommentiert und bewertet Hawks oft mehrfach pro Woche aktuelle Forschungsergebnisse aus dem Gebiet der Paläoanthropologie.

## Schriften (Auswahl)
- mit diversen anderen: A reanalysis of the Taung endocranial surface: Comparison with large samples of living hominids. In: Journal of Human Evolution. Band 200, 2025, 103637, doi:10.1016/j.jhevol.2024.103637.
- mit Lee Berger: Cave of Bones: A True Story of Discovery, Adventure, and Human Origins. National Geographic Verlag, 2023, ISBN 978-1-4262-2388-4.
- mit Lee Berger: Mandibular ramus morphology and species identification in Australopithecus sediba. In: South African Journal of Science. Band 118, Nr. 3/4, 2022, doi:10.17159/sajs.2022/12544.
- mit Debra R. Bolter, Marina C. Elliott und Lee Berger: Immature remains and the first partial skeleton of a juvenile Homo naledi, a late Middle Pleistocene hominin from South Africa. In: PLoS ONE. Band 15, Nr. 4, 2020, e0230440, doi:10.1371/journal.pone.0230440.
- mit Lee Berger: Almost Human. The Astonishing Tale of Homo naledi and the Discovery That Changed Our Human Story. National Geographic Verlag, 2017, ISBN 978-1-4262-1811-8.
- Neanderthals and Denisovans as biological invaders. In: PNAS. Band 114, Nr. 37, 2017, S. 9761–9763, doi:10.1073/pnas.1713163114.
- John Hawks et al.: New fossil remains of Homo naledi from the Lesedi Chamber, South Africa. In: eLife. 2017;6:e24232, doi:10.7554/eLife.24232.
- Significance of Neandertal and Denisovan Genomes in Human Evolution. In: Annual Review of Anthropology. Band 42, 2013, S. 433–449, doi:10.1146/annurev-anthro-092412-155548.
- John Hawks et al.: Recent acceleration of human adaptive evolution. In: PNAS. Band 104, Nr. 52, 2007, S. 20753–20758, doi:10.1073/pnas.0707650104.
- mit Keith Hunley, Sang-Hee Lee und Milford Wolpoff: Population Bottlenecks and Pleistocene Human Evolution. In: Molecular Biology and Evolution. Band 17, Nr. 1, 2000, S. 2–22, doi:10.1093/oxfordjournals.molbev.a026233.

## Belege
1. ↑  John Hawks – Curriculum vitae auf dem Server der University of Wisconsin–Madison.
2. ↑   John Hawks: Accurate depiction of uncertainty in ancient DNA research: The case of Neandertal ancestry in Africa. In: Journal of Social Archaeology. Band 21, Nr. 2, 2021, doi:10.1177/1469605321995616.
3. ↑  Lee Berger, John Hawks, Darryl J. de Ruiter et al.: Homo naledi, a new species of the genus Homo from the Dinaledi Chamber, South Africa. In: eLife. 2015; 4:e09560, doi:10.7554/eLife.09560.

| Personendaten    | Personendaten                                          |
| ---------------- | ------------------------------------------------------ |
| NAME             | Hawks, John                                            |
| ALTERNATIVNAMEN  | Hawks, John D.; Hawks, John David (vollständiger Name) |
| KURZBESCHREIBUNG | US-amerikanischer Paläoanthropologe                    |
| GEBURTSDATUM     | 20. Jahrhundert                                        |
| GEBURTSORT       | Norton (Kansas)                                        |